# Samuel Pierpont Langley
Samuel Pierpont Langley (1834-1906) va ser un astrònom, inventor del bolòmetre i un pioner de l'aviació estatunidenc.
El 1867, va esdevenir director de l'observatori Allegheny i professor d'astronomia la Western University of Pennsylvania.

## Aviació

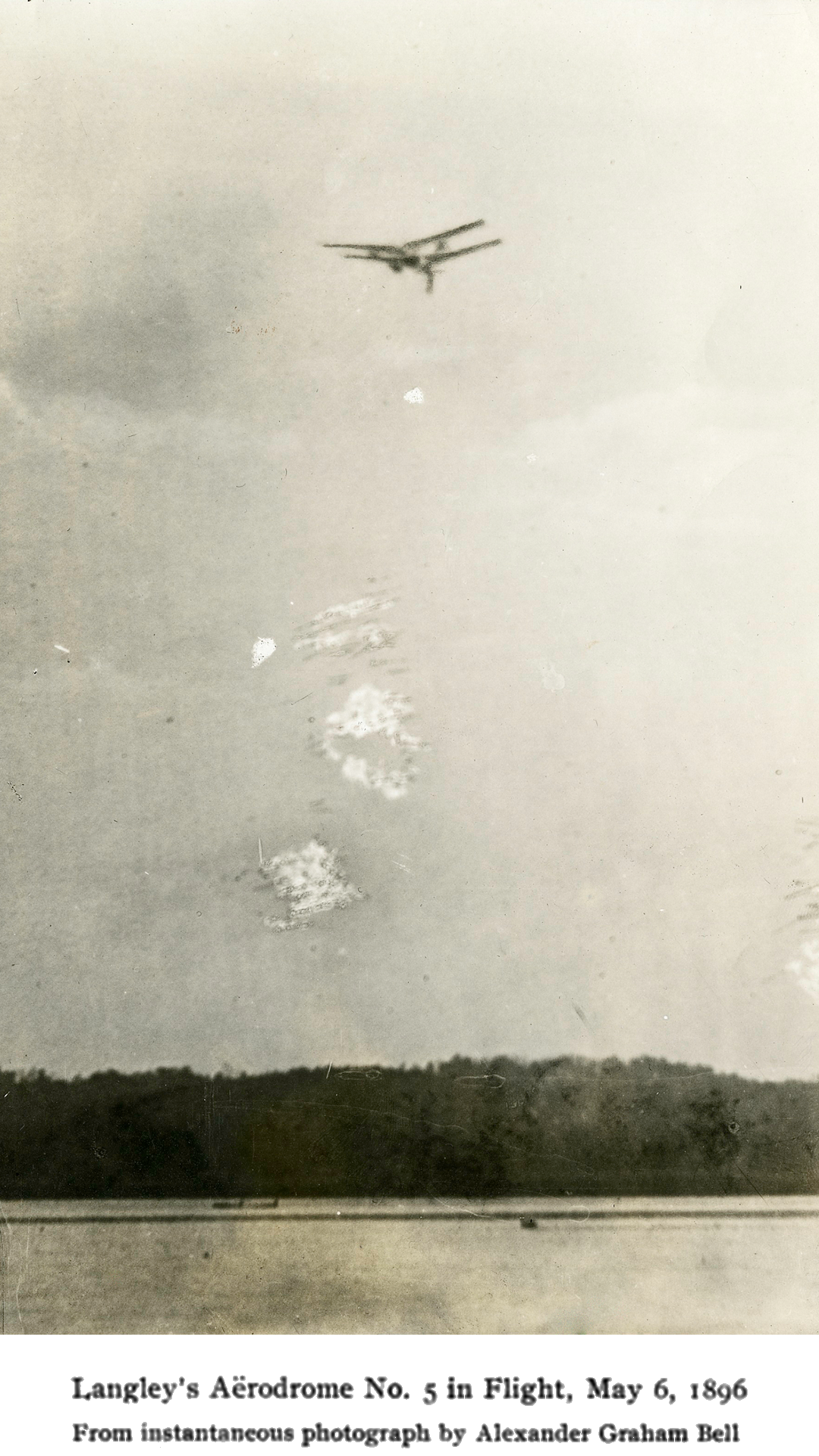
Aërodrome No. 5 en vol,6 de maig de 1896. Foto per Alexander Graham Bell

Langley intentà fer aparells d'aviació més pesants que l'aire. Els seus models volaren però els seus dos intents de volar pilotats fracassaren.

## Llegat
- Langley Gold Medal per la Smithsonian Institution[2]
- NASA Langley Research Center (NASA LaRC), Hampton, Virginia[3]
- Langley Air Force Base
- Langley Hall at the University of Pittsburgh
- Langley High School in Pittsburgh
- Langley Memorial Aeronautical Laboratory
- Langley unit of solar radiation
- Mount Langley in the Sierra Nevada
- USS Langley (CV-1)
- USS Langley (DE‑131), laid down 10 July 1942 and renamed Hammann on 1 August 1942
- USS Langley (CVL-27)
- Seadrome Langley, intended as one in a chain of Atlantic aviation way-stations, cancelled due to the Depression
- SS Samuel P. Langley, U.S. Liberty Ship
- Samuel P. Langley Elementary School in Washington, DC.